# Helen Kellerová
Helen Kellerová, rodným jménem Helen Adams Keller (27. června 1880 – 1. června 1968) byla americká spisovatelka, aktivistka a lektorka. Byla také členkou Socialistické strany Ameriky. Před druhým rokem věku ztratila zrak i sluch. Jako první hluchoslepý člověk dokončila studium na Harvardově univerzitě.

## Dětství
Rodiče Helen Kellerové byli kapitán Arthur H. Keller, který byl důstojníkem armády Konfederace, a o dvacet let mladší Kate roz. Adamsová, jejíž babička byla sestřenicí generála Roberta E. Leeho.
Helen Kellerová se narodila jako zdravé dítě. V 19 měsících ji ale postihla tehdy neznámá meningitida, která ji připravila o zrak i sluch. Oční a ušní lékař rodiny seznámil Heleninu matku s Alexanderem Grahamem Bellem, jenž tehdy pracoval s neslyšícími dětmi. Díky jeho pomoci byla do rodiny Kellerů vyslána dvacetiletá lektorka Perkinsova institutu pro nevidomé Anne Sullivanová. Tato učitelka se stala naprosto klíčovou osobou života tehdy sedmileté Helen.
Anne Sullivanová se snažila malou Helen naučit prstovou abecedu. Příliš se jí nedařilo až do dne, kdy Helen přivedla k zahradní pumpě. Na jednu ruku jí pustila proud vody, na druhé jí prstovou abecedou stále dokola hláskovala slovo voda. Když Helen pochopila, podnítilo to v ní obrovský zájem poznávat okolní svět. Nutila Anne Sullivanovou, aby jí do ruky hláskovala názvy všeho, čeho se dotkla. Během několika hodin se tak Helen naučila prvních třicet slov svého života. Díky Anne Sullivanové se Helen také naučila mluvit.

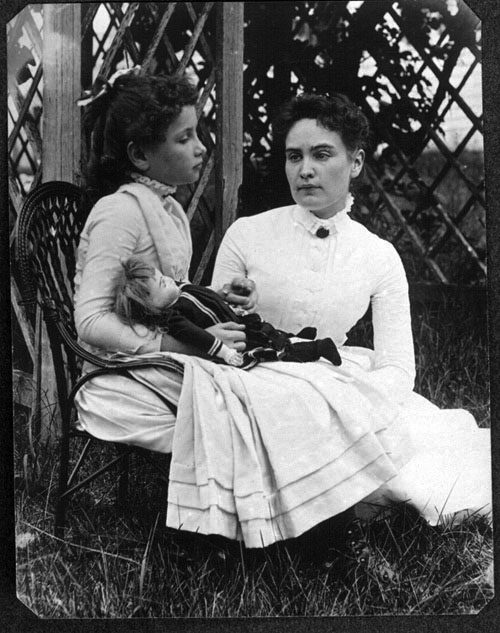
Helen Kellerová se svou učitelkou a přítelkyní Anne Sullivanovou

## Doba studií
Dalších šest let Helen navštěvovala Perkinsův institut pro nevidomé a od roku 1894 strávila společně s Anne Sullivanovou dva roky v New Yorku studiem na dvou různých školách pro neslyšící. Po návratu se zapsala do Cambridgeské dívčí školy a následně na Radcliffovu univerzitu. Zde se setkala se svým budoucím velkým obdivovatelem Markem Twainem. Ten ji seznámil s bohatým podnikatelem Henrym H. Rogersem z firmy Standard Oil, který pokryl veškeré výdaje za její studium.
Helen Kellerová promovala v roce 1904, a stala se tak ve věku 24 let první osobností v dějinách, která s takovým smyslovým postižením vystudovala univerzitu.

## Spisovatelská dráha
Z Helen Kellerové se během několika let stala celosvětově uznávaná spisovatelka. Za svůj život napsala 12 knih. První z nich s názvem Příběh mého života byla vydána již v době jejího studia v roce 1903 a byla přeložena do mnoha světových jazyků. Nedlouho po jejím vydání následovaly další knihy psané v Braillově písmu: Optimismus (1904), Svět, v němž žiji (1908), Píseň o kamenné stěně (1908), Ze tmy a především Moje náboženství (1926), v níž se opírá o názory švédského mystika Emanuela Swedenborga.
Věřící křesťanka Helen Kellerová se naučila kromě latiny a řečtiny také plynně francouzsky a německy. Sledovala dění ve světě, procestovala mnoho zemí a stýkala se se všemi americkými prezidenty, kteří působili v době její tvůrčí činnosti. Pomohla založit Americkou nadaci pro nevidomé se snahou poskytovat lepší životní podmínky pro zrakově postižené.
Dorozumívala se nejen dotekovou prstovou abecedou, měla i schopnost číst lidem ze rtů doteky konečky prstů. Tuto ojedinělou metodu, nazývanou tadoma, tehdy ovládalo jen několik málo lidí na světě. Při užití této metody má hluchoslepý svou ruku položenou na tváři mluvčího tak, aby malíčkem vnímal vibrace hrdla, palcem pohyby rtů a ostatními prsty tvář. Přes absolutní ztrátu sluchu i zraku byla Helen Kellerová také nadšenou posluchačkou hudby, kterou vnímala celým povrchem těla.
Po 1. světové válce vznikl z iniciativy Helen Kellerové Fond pro zámořské slepce. V roce 1925 byla pozvána na konvent Lions Clubs International. Celá její řeč trvala jen deset minut, ale stala se mezníkem v historii celého lionismu. V poslední větě totiž účastníky konventu vyzvala, aby se dali do boje proti slepotě a stali se tak „Rytíři slepců“. Program péče o zrak pod heslem „Sight first“ se tak stal hlavním zaměřením činnosti lionského hnutí.
Po 2. světové válce Helen Kellerová uspořádala rozsáhlé přednáškové turné po Evropě i po zemích Blízkého a Dálného východu. Všude vzbudila velký zájem o výchovu nevidomých a neslyšících. U příležitosti 100. výročí narození Louise Brailla pronesla slavnostní projev na pařížské Sorbonně.
V roce 1964 jí americký prezident Lyndon B. Johnson udělil Prezidentskou medaili svobody, obdržela také mnoho poct od zahraničních univerzit. Řada organizací, které se zabývají problematikou smyslově postižených, převzala po smrti Helen Kellerové do svých názvů její jméno.